# Félix Mantilla
Félix Mantilla Botella (Barcelona, 1974. szeptember 23. –) hivatásos spanyol teniszező. Legmagasabb világranglista-helyezése a 10. volt (1998-ban). Legjobb eredményeit salakon érte el, de kedvelte a kemény pályát is. Pályafutása során összesen 10 ATP-tornát nyert meg. 2008 áprilisában jelentette be visszavonulását.

## Tornagyőzelmei (10)
| Összesítés                                            | Összesítés |
| ----------------------------------------------------- | ---------- |
| Grand Slam-torna                                      | (0)        |
| ATP World Tour Masters 1000 / ATP Masters Series      | (1)        |
| ATP World Tour 500 Series / International Series Gold | (1)        |
| ATP World Tour 250 Series / International Series      | (8)        |
| ATP World Tour Finals / Tennis Masters Cup            | (0)        |

| No. | Dátum                | Torna                     | Borítás | Ellenfél a döntőben | Döntő eredménye |
| 1.  | 1996. október 10.    | Oporto, Portugália        | Salak   | Hernan Gumy         | 6–7(5) 6–4 6–3  |
| 2.  | 1997. június 9.      | Bologna, Olaszország      | Salak   | Gustavo Kuerten     | 4–6 6–2 6–1     |
| 3.  | 1997. július 7.      | Gstaad, Svájc             | Salak   | Juan Albert Viloca  | 6–1 6–4 6–4     |
| 4.  | 1997. július 21.     | Umag, Horvátország        | Salak   | Sergi Bruguera      | 6–3 7–5         |
| 5.  | 1997. augusztus 4.   | San Marino, San Marino    | Salak   | Magnus Gustafsson   | 6–4 6–1         |
| 6.  | 1997. szeptember 8.  | Bournemouth, Anglia       | Salak   | Carlos Moyà         | 6–2 6–2         |
| 7.  | 1998. szeptember 14. | Bournemouth, Anglia       | Salak   | Albert Costa        | 6–3 7–5         |
| 8.  | 1999. április 12.    | Barcelona, Spanyolország  | Salak   | Karim Alami         | 7–6(2) 6–3 6–3  |
| 9.  | 2001. szeptember 24  | Palermo, Olaszország      | Salak   | David Nalbandian    | 7–6(2) 6–4      |
| 10. | 2003. május 5.       | Rome Masters, Olaszország | Salak   | Roger Federer       | 7-5 6–2 7–6(10) |

### Elvesztett döntők (11)
- 1995: Buenos Aires (Carlos Moyà)
- 1996: St. Pölten (Marcelo Ríos)
- 1996: Gstaad (Albert Costa)
- 1996: San Marino (Albert Costa)
- 1996: Umag (Carlos Moyà)
- 1997: TMS Hamburg (Andrij Medvegyev)
- 1998: Dubaj (Àlex Corretja)
- 1998: Long Island (Patrick Rafter)
- 2001: Estoril (Juan Carlos Ferrero)
- 2001: Doha (Younes El Aynaoui)
- 2002: Indianapolis (Greg Rusedski)